# Liste der portugiesischen Botschafter in San Marino
Die Liste der portugiesischen Botschafter in San Marino listet die Botschafter der Republik Portugal in San Marino auf.
Erstmals akkreditierte sich ein Vertreter Portugals im Jahr 1995 in San Marino. Eine eigene Botschaft richtete Portugal dort nicht ein, das Land gehört zum Amtsbezirk des Portugiesischen Botschafters in Italien, der sich dazu in San Marino zweitakkreditiert (Stand 2019).
In San Marino ist ein portugiesisches Honorarkonsulat eingerichtet (Stand 2019).

## Missionschefs
| Name                                         | Bild       | Amtszeit   | Anmerkungen                                                                 |
| San Marino                                   | San Marino | San Marino | San Marino                                                                  |
| -------------------------------------------- | ---------- | ---------- | --------------------------------------------------------------------------- |
| João Diogo Correia Saraiva Nunes Barata      |            | ab 1995    | Botschafter mit Amtssitz Rom, am 29. August 1995 in San Marino akkreditiert |
| José César Paulouro das Neves                |            | ab 1999    | Botschafter mit Amtssitz Rom                                                |
| Vasco Taveira da Cunha Valente               |            | ab 2002    | Botschafter mit Amtssitz Rom                                                |
| Fernando Manuel de Mendonça d’Oliveira Neves |            | ab 2008    | Botschafter mit Amtssitz Rom                                                |
| Francisco Maria de Sousa Ribeiro Telles      |            | ab 2016    | Botschafter mit Amtssitz Rom                                                |
| Pedro Nuno de Abreu e Melo Bártolo           |            | seit 2018  | Botschafter mit Amtssitz Rom, am 24. Januar 2018 in San Marino akkreditiert |